# 牛蛙县
牛蛙县（英語：Bullfrog County）是美国内华达州曾經短暂存在的县，1987年由内华达州议会成立。牛蛙县包括尤卡山周围370平方公里无人区，是奈县的内飞地。县治位于卡森城。1989年被判违宪被立法机关废除，该地区被重新划入奈县。